# Стефан Мартиньєр
Стефан Мартиньєр (фр. Stephan Martinière; нар. 3 травня 1962, Париж)  — французький художник і мультиплікатор у жанрах «наукової фантастики» і «фентезі».

## Життєпис
Стефан народився 3 травня 1962 року в Парижі, Франція. Закінчив Chambre De Commerce Les Gobelins — одну з найвідоміших мистецьких шкіл Парижа. Після закінчення вступив до школи анімації, але посеред навчання влаштувався на роботу в компанію «DIC Entertainment» і виїхав до Японії працювати над фільмом «Інспектор Гаджет».
Поселившись в Каліфорнії, Стефан залишився в «DIC Entertainment» в якості режисера анімації і зняв сотні епізодів «Де Воллі?» і «Денніса-мучителя». 5 його півгодинних музичних спецвипусків шоу «Мадлен» були номіновані на Еммі, були включені в Зал Слави дитячої музики і удостоєні премій Humanitas, A.C.T. і Parents 'Choice Award. У 1994—1997 роках Стефан також малював недільні випуски «Де Воллі?».
Анімаційні роботи привели його в Голлівуд, де він працював над такими художніми фільмами, як «Дружина астронавта», «Червона планета», «Я, робот» і «Зоряні війни», епізоди II і III.
Крім того, Стефан також взяв участь в розробці концептуального дизайну для тематичних парків. Його клієнти були Universal Studios (атракціон «Парк Юрського періоду»), Paramount Pictures (атраціон «Star Trek»), Landmark і Rhythm & Hues.
З Лос-Анджелесу він переїхав в Спокан, штат Вашингтон, де в 2001—2004 працював в Cyan, Inc. над грою Uru: Ages Beyond Myst. У 2004 він прийняв запрошення на роботу в Midway games і поїхав в Чикаго, де до 2007 року працював над грою Stranglehold.
Мартиньєр оформляв колекційні карти для гри Magic: The Gathering.
У 2008 році Стефан Мартиньєр влаштувався в Далласі, штат Техас, де по теперішній час працює в id Software над грою «Rage» в якості артдиректора.